# Kurowo-Kolonia (województwo kujawsko-pomorskie)
Kurowo-Kolonia – wieś w Polsce położona w województwie kujawsko-pomorskim, w powiecie włocławskim, w gminie Baruchowo.
| SIMC    | Nazwa          | Rodzaj    |
| ------- | -------------- | --------- |
| 0857858 | Babia Góra     | część wsi |
| 1032249 | Kurowskie Budy | część wsi |

W latach 1975–1998 miejscowość administracyjnie należała do województwa włocławskiego. Według Narodowego Spisu Powszechnego (III 2011 r.) liczyła 217 mieszkańców. Jest siódmą co do wielkości miejscowością gminy Baruchowo.